# Chaîne des Puys - faille de Limagne
L'ensemble Chaîne des Puys - faille de Limagne est une région naturelle du Puy-de-Dôme inscrite au patrimoine mondial en 2018, sous le nom de Haut lieu tectonique Chaîne des Puys - faille de Limagne, car il constitue un ensemble géologique remarquable. Surplombant, à l'est, Clermont-Ferrand et la Limagne, il intègre l'ensemble volcanique de la chaîne des Puys, dont le puy de Dôme, située sur le plateau des Dômes, la rupture continentale de la faille de Limagne, et le relief inversé de la montagne de la Serre. Il est l'un des rares biens inscrits en tant que patrimoine naturel ou mixte en France métropolitaine, avec le golfe de Porto en Corse, et les biens transnationaux de Pyrénées-Mont Perdu (avec l'Espagne), et les forêts primaires de hêtres (avec 17 pays).

## Valeur exceptionnelle du Bien
La valeur du bien tient dans la possibilité, sur un espace réduit, d'observer de nombreuses traces géologiques de phénomènes tectoniques. La limite ouest du graben de Limagne (la plaine de Limagne) fait partie du rift ouest-européen formé lors de l'orogenèse alpine. Avant les évènements du rifting, le site est constitué du plateau des dômes, résultat de l'érosion de la chaîne montagneuse hercynienne (entre 450 et 250 Ma). Lors du rifting, le graben de Limagne s'est effondré, donnant naissance à la faille normale de Limagne. Du côté du graben, le début de formation d'un océan, a permis une forte sédimentation comblant plus de 3 000 m de différence de niveau entre le graben et le plateau entre 40 et 25 Ma. Le niveau actuel de la plaine de Limagne, et la hauteur visible de la faille, résulte de la forte érosion de la plaine sédimentaire, au contraire du plateau constitué de roches plus dures. Cette érosion forte, due à un soulèvement du sol vers 2 Ma, est notamment visible par la présence de la montagne de la Serre (dans le bien) et du plateau de Gergovie (en dehors du Bien). Ces éléments sont qualifiés de relief inversé, car initialement, il s'agit de coulées de lave dans des vallées, donc partie basse du relief, qui se sont retrouvée en partie haute du relief. La montagne de la Serre a été intégrée au bien car elle résulte d'une coulée de lave de 10 km, il y a 10 Ma, lors d'une éruption de la Vigeral, d'un volcanisme plus ancien que celui de la chaîne des Puys. Ce changement de relief fait suite à l'érosion plus importante des sols sédimentaires de la Limagne que de ces anciennes vallées recouvertes de lave plus résistante à l'érosion. Le phénomène le plus récent est la formation de la chaîne des Puys, entre 95 000 et 8 400 ans. L'effondrement du graben a fait pression sur la chambre magmatique situé en-dessous, stimulant une activité magmatique, actuellement non terminée, formant cet ensemble de 80 volcans monogéniques parallèles à la faille de Limagne. L'intérêt de ces volcans tient aussi dans leur diversité avec la présence des trois types connus : dôme, cône, et maar.
L'ensemble du bien permet donc d'observer la faille, résultat de l'orogenèse alpine, la chaîne des Puys, résultat de la formation de la faille, et la montagne de la Serre, révélatrice du phénomène de soulèvement et de la forte érosion qui suit. Ces différents éléments sont bien visibles, d'une part car l'urbanisation a été limité dans son expansion vers l'ouest par la faille, et d'autre part car le paysage du plateau des Dômes est maintenu par le pastoralisme.

## Aspects patrimoniaux
Plusieurs aspects patrimoniaux de la région sont liés à cette activité tectonique, en particulier au volcanisme. À la limite du bien, Clermont-Ferrand est connu pour sont architecture noire en pierre de lave (exemple : cathédrale Notre-Dame-de-l'Assomption), telle la pierre de Volvic (et son émaillage) extraite sur la partie nord du Bien. L'eau, qui s'infiltre dans la chaîne des Puys, ressort au pied de la faille et est reconnue pour ses nombreuses propriétés médicales, qui mène d'une part à la production d'eau minérale (exemple : eau minérale Volvic), et d'autre part à une activité de thermalisme (exemple : Royat et Châtel-Guyon). Le bien en lui-même, inscrit dans le parc naturel régional des Volcans d'Auvergne et préservé de l'urbanisation par la frontière naturelle que constitue la faille, est propice à un tourisme tournée vers la nature, telle la randonnée et les activités aquatiques (notamment au niveau des lacs issus du volcanisme). Cet attrait à notamment contribué à labelliser le puy de Dôme, plus haut sommet de la chaîne, Grand Site de France. L'intérêt touristique pour le volcanisme se traduit par l'existence de deux sites dédiés, parmi les sites touristiques emblématiques sélectionnés par la région Auvergne-Rhône-Alpes, le volcan de Lemptegy et le parc à thème Vulcania. À noter également, un tourisme archéologique avec l'existence d'un temple romain au sommet du puy de Dôme, et, à proximité du Bien, le site de la bataille de Gergovie.